# Mikleuš
Mikleuš är en ort i Kroatien.   Den ligger i länet Virovitica-Podravinas län, i den östra delen av landet, 140 km öster om huvudstaden Zagreb. Mikleuš ligger 137 meter över havet och antalet invånare är 918.
Terrängen runt Mikleuš är huvudsakligen platt, men söderut är den kuperad. Runt Mikleuš är det ganska glesbefolkat, med 34 invånare per kvadratkilometer. Närmaste större samhälle är Orahovica, 10,7 km sydost om Mikleuš. I omgivningarna runt Mikleuš växer i huvudsak lövfällande lövskog.